# Robinah Nabbanja
Robinah Nabbanja, född 17 december 1969, är en ugandisk politiker, aktiv för NRM. Hon tillträdde som Ugandas premiärminister den 21 juni 2021.